# Аделхайд фон Вестербург
Вижте пояснителната страница за други личности с името Аделхайд.
Аделхайд фон Вестербург (на немски: Adelheid von Westerburg; † сл. 14 октомври 1367) е графиня от Вестербург и чрез женитба графиня на Графство Сайн.
Тя е дъщеря на граф Райнхард I фон Вестербург († 1353) и първата му съпругата Бехте фон Фалкенщайн († 1342), дъщеря на Филип IV фон Фалкенщайн († сл. 1328) и втората му съпруга Аделхайд (Удалхилдис) фон Ринек († 1313). Нейният баща Райнхард I се жени втори път през 1343 г. за Кунигунда фон Меренберг († сл. 1360). Нейният брат Йохан I фон Вестербург (1332 – 1370) се жени 1353 г. за Кунигунда фон Сайн (ок. 1353 – 1383), сестра на бъдещия ѝ съпруг.
Аделхайд фон Вестербург се омъжва пр. 24 юни 1349 г. за граф Йохан III фон Сайн († 1409), син на граф Йохан II фон Сайн († сл. 1360) и графиня Елизабет фон Юлих († сл. 1389). 

## Деца
Аделхайд фон Вестербург и Йохан III фон Сайн имат децата:
- Герхард I (* ок. 1390; † 15 септември 1419), граф на Сайн, женен I. пр. 1385 г. за София фон Щайн-Льовенберг, II. пр. 6 юни 1409 г. за Анна фон Золмс-Браунфелс († 1433)
- Райнхард († 1391)
- Еберхард († сл. 1409)
- Вилхелм (* ок. 1392; † ок. 1431), граф на Сайн, женен 1392 г. за бургграфиня Катарина фон Шьонау-Шьонфорст († сл. 1418)
- Берта († 10 юни 1442), абатиса на Кауфунген
- Йохана († сл. 1398)
- Алайд († сл. 1382)